# John Slidell
John Slidell (New York, 1793 – Cowes vagy London, 1871. július 9.) az Amerikai Egyesült Államok szenátora (Louisiana, 1853–1861).